# Hish (nahija)
Nahija Hish (ar. ناحية حيش‎) je nahija u okrugu Ma'arrat al-Nu'man, u sirijskoj pokrajini Idlib. Po popisu iz 2004. (prije rata), nahija je imala 41.231 stanovnika. Administrativno sjedište je u naselju Hish.